# Шаламы (Свердловская область)
Шаламы — деревня  в Байкаловском районе Свердловской области. Входит в состав Байкаловского сельского поселения. Управляется Шаламовским сельским советом.

## География
Шаламы расположены на левом берегу реки Сарабайки, в 7 километрах к юго-западу от районного центра — села Байкалова.

### Часовой пояс
Шаламы, как и вся Свердловская область, находится в часовой зоне МСК+2. Смещение применяемого времени относительно UTC составляет +5:00.

## Население
| 2002 | 2010 | 2021 |
| ---- | ---- | ---- |
| 234  | ↘206 | ↘199 |

## Инфраструктура
В Шаламах две улицы: Новая и Советская, есть школа (МОУ Шаламовская начальная общеобразовательная школа).